# Organizzazione Gehlen
L'Organizzazione Gehlen o Gehlen Org (spesso chiamata The Org) fu un'agenzia di spionaggio (intelligence) istituita nel giugno 1946 dalle autorità di occupazione alleata postbellica della Germania e consisteva in ex membri del 12º Dipartimento dello staff generale dell'Esercito Tedesco (Foreign Armies East, o FHO). Essa era diretta da Reinhard Gehlen, che in precedenza era stato maggior generale della Wehrmacht e capo dell'intelligence militare della Germania nazista sul fronte orientale durante la seconda guerra mondiale.
L'agenzia fu un precursore del Bundesnachrichtendienst (o Servizio di Intelligence Federale) che fu istituito nel 1956.

## Fondazione

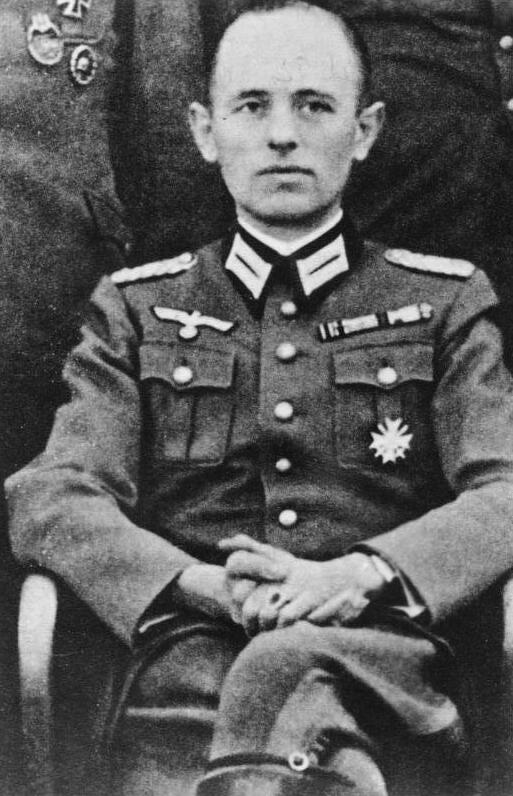
Reinhard Gehlen in 1943

Dopo la seconda guerra mondiale, Reinhard Gehlen agì sotto la tutela dell'US Army G-2 (intelligence), ma volle stabilire un'associazione con la Central Intelligence Agency (CIA). Nel 1947, in accordo con la CIA, l'orientamento militare dell'organizzazione si volse verso lo spionaggio politico, economico e tecnico contro il blocco orientale e il nomignolo "Pullach" divenne sinonimo d'intrighi dei servizi segreti.
Secondo un rapporto, l'Org fu per molti anni "i soli occhi e orecchi della CIA sulle nazioni del blocco sovietico" durante la guerra fredda. La CIA tenne rapporti prossimi con il gruppo Gehlen: l'Org forniva la mano d'opera mentre la CIA le necessità materiali per operazioni clandestine, quali finanziamenti, auto e aeroplani.
Ogni prigioniero di guerra (POW) che tornava dalla prigionia alla Germania Ovest tra il 1947 e il 1955 veniva intervistato da agenti Org. Questi reduci, che erano stati obbligati a lavorare nelle industrie e costruzioni sovietiche e che erano desiderosi di partecipare, rappresentavano un'incomparabile fonte d'informazioni: un quadro attuale, post bellico di come si evolveva l'Unione Sovietica.

## Operazioni principali
L'Org aveva stretti contatti con le organizzazioni di emigrati dall'Est Europa.
Compiti imprevisti, quali osservazioni dell'operare del sistema ferroviario sovietico, aeroporti e porti erano altrettanto importanti che le infiltrazioni negli Stati baltici usando S-Boot della ex Kriegsmarine, condotti da equipaggi tedeschi e comandati dal tenente comandante Hans-Helmut Klose. Un'altra missione dell'Organizzazione Gehlen fu l'operazione Rusty, che compiva attività di controspionaggio dirette contro i dissidenti delle organizzazioni tedesche in Europa.

Le reti di spionaggio anticomunista dell'Organizzazione Gehlen rimasero attive dopo la conquista da parte dell'Armata Rossa e il consolidamento dell'egemonia dell'Unione Sovietica nell'Europa orientale.

L'operazione della Org in Boemia fu il maggior successo di controspionaggio. Penetrando un'operazione cecoslovacca, l'Org scoprì un'altra rete, una rete gestita dall'UDBA, la polizia segreta della Repubblica Federale Socialista di Jugoslavia, in molte città dell'Europa occidentale. L'Organizzazione Gehlen ebbe anche successo nello scoprire un'unità segreta sovietica per assassinii che funzionava al riparo dello SMERSH. Un informatore Org a Praga riferì che l'Armata Rossa aveva realizzato un avanzato detonatore multiuso di progetto ceco ma fabbricato in un impianto militare a Charkiv, per il quale la CIA mostrò interesse. Parecchie settimane dopo, i corrieri dell'Org presentarono il detonatore, con tutti i dati tecnici, allo staff di collegamento CIA a Pullach. Poco dopo, all'ingegnere ceco e alla sua famiglia fu fatta passare clandestinamente la frontiera ed entrarono nella Germania Occidentale per poi trasferirsi negli Stati Uniti. Identificando la gente che soffriva sotto i nuovi regimi comunisti nell'Europa orientale, l'Org reclutò molti agenti che "non desideravano altro che cacciare i bolscevichi dall'Europa".
L'Org Gehlen impiegò centinaia di ex membri del Partito Nazista, che furono difesi dalla CIA. James Critchfield, ex capo della divisione Vicino Oriente e Asia meridionale della CIA, dichiarò al The Washington Post nel 2001, 
(James Critchfield)
Gehlen discusse l'opera dell'Organizzazione nelle sue memorie, pubblicate nel 1977, intitolate The Service: The Memoirs of General Reinhard Gehlen.

## Critica
Allorché Org emerse sotto gli occhi del pubblico, Gehlen e il suo gruppo attinsero alla critica da entrambe le fonti, sia dall'Est che dall'Ovest. Un articolo di Sefton Delmer, corrispondente senior per il Daily Express di Londra, il 17 marzo 1952, rese pubblico Gehlen. Due anni e mezzo dopo, il 10 agosto 1954, Delmer scrisse che "Gehlen e i suoi nazisti stanno arrivando" implicando nel suo scritto che una continuazione di nient'altro che gli scopi di Hitler fossero a portata di mano attraverso il "mostruoso potere sotterraneo in Germania" dell'Org. Nel 2006, dopo aver esaminato documenti selezionati declassificati della CIA sulla Gehlen Org, un articolo sul Guardian offrì una nuova prospettiva su questo tentativo di combattere il comunismo con alcuni ex-nazisti"... con tutti i compromessi morali coinvolti [nel reclutare ex nazisti], si trattò di un completo fallimento in termini di intelligence. I Nazisti erano terribili spie". Gruppi comunisti e governi classificarono il gruppo di Gehlen come fanatici e virulenti agenti di vendetta e di imperialismo statunitense, riempiendo la linea generale del partito su un presunto complotto occidentale per risuscitare il potere nazista.
Alois Brunner, ritenuto un operativo dell'Org, era formalmente responsabile del campo di internamento di Drancy, vicino a Parigi, e collegato all'assassinio di 140 000 ebrei durante l'Olocausto. Secondo Robert Wolfe, storico agli Archivi Nazionali USA, 
()
James Critchfield più tardi continuò ad affermare in un'intervista giornalistica che 
()
L'American National Security Archive afferma che Gehlen "impiegò numerosi ex nazisti e noti criminali di guerra". Un articolo su Der Spiegel portava questo titolo sul numero del 16 febbraio 2011: The Nazi Criminals Who Became German Spooks (I criminali nazisti che divennero spie tedesche).  L'articolo afferma:
I documenti della CIA rivelarono nella storica esposizione del dipartimento del BND che anche il Bundestag, il parlamento tedesco occidentale, era informato in materia. Secondo questi documenti, Reinhard Gehlen, capo dell'Org e più tardi presidente del BND, rivelò al Comitato sulla Difesa Europea del Bundestag l'11 dicembre 1953, che circa 40 dei suoi impiegati provenivano dalle SS o dalle SD. ... Se vi fu ignoranza in materia, fu solo perché nessuno voleva sapere -- non Gehlen, non Adenauer, non Globke e presumibilmente neanche molti altri.

Un articolo sul The Independent del 29 giugno 2018 fece questa affermazione su alcuni impiegati dell'Org e della BND: 
Operando fino al 1956, quando fu sostituita dalla BND, alla Organizzazione Gehlen fu consentito impiegare almeno 100 ex ufficiali della Gestapo o delle SS. ... Fra di essi vi era il vice di Adolf Eichmann, Alois Brunner, che giunse fino alla vecchiaia nonostante avesse inviato più di 100 000 ebrei nei ghetti o nei campi d'internamento, e l'ex maggiore delle SS Emil Augsburg. Molti funzionari ex nazisti, compreso Silberbauer, il catturatore di Anna Frank, furono trasferiti dalla Organizzazione Gehlen alla BND. ... Invece di espellerli, pare che la BND desiderasse reclutarne di più – almeno per qualche anno.

Gli autori del libro A Nazi Past: Recasting German Identity in Postwar Europe affermano che Reinhard Gehlen semplicemente non voleva conoscere i trascorsi degli uomini che la BND assumeva negli anni 1950.
L'americano National Security Archive sostiene che Gehlen
(National Security Archive)
D'altra parte, la colpevolezza dello stesso Gehlen fu ignorata da James H. Critchfield, della CIA, che lavorò con l'organizzazione di Gehlen dal 1949 al 1956. Nel 2001, egli disse che: "Quasi tutto ciò che di negativo fu scritto su Gehlen, come un ardente ex-nazista, uno dei criminali di guerra di Hitler... è ben lontano dalla realtà dei fatti", come cita il Washington Post. Critchfield afferma che Gehlen fu "riluttante nell'assumere i primi uomini dell'ex Sicherheitsdienst (Servizio di Sicurezza del Reichsführer-SS), sotto le pressioni del Cancelliere tedesco Konrad Adenauer per aver a che fare con la valanga delle sovversioni che li nasconde dalla Germania Orientale".

### Penetrazione sovietica dell'Org
Vi erano anche rapporti di "talpe" all'interno dell'agenzia, che ne mina la credibilità. In effetti, un documento CIA pubblicato qualche anno più tardi parlava di una "catastrofica" penetrazione sovietica della Organizzazione Gehlen. Gran parte delle "talpe"  erano ex-nazisti reclutati dal MGB La missione WIN in Polonia fu un fallimento a causa delle contro-spie cha la compromisero; come venne fuori, il cosiddetto Quinto Comando dell'organizzazione WIN all'interno della Polonia era stato creato dai servizi sovietici di intelligence.
Fin dall'inizio degli anni 1950, i sovietici stavano ricevendo rapporti dagli infiltrati nell'Org Heinz Felfe, Hans Clemens ed Erwin Tiebel. Tutti e tre furono infine scoperti nel 1961 e processati per tradimento; furono condannati nel 1963. Clemens e Felfe avevano ammesso di aver trasmesso una gran quantità di informazioni segrete ai sovietici, compresi 15 000 documenti classificati.
C'erano anche comunisti e loro simpatizzanti all'interno della CIA e del SIS (MI6), tra cui Kim Philby, lui stesso un agente segreto sovietico. 
Appena questa informazione comparve, Gehlen, personalmente, e l'Organizzazione Gehlen, ufficialmente, furono attaccati dai governi delle potenze occidentali. Il governo britannico in particolare fu specialmente ostile verso Gehlen, e la stampa britannica politicamente liberale fornì la pubblicazione dell'esistenza dell'Organizzazione Gehlen, il che compromise l'operazione.

## Riorganizzazione
Il 1º aprile 1956, la Gehlen Org fu formalmente rimpiazzata dal Bundesnachrichtendienst (o Servizio d'Intelligence Federale) della Repubblica Federale Tedesca, che esiste ancora. Reinhard Gehlen fu il primo Presidente; egli si ritirò nel 1968, raggiunta l'età del pensionamento.

## Budget
Nel 1948, l'Organizzazione Gehlen aveva un budget annuale di US$1 500 000 (ad oggi, tenuto conto dell'inflazione, US$ 16 milioni).